# Encheloclarias kelioides
Encheloclarias kelioides es una especie de pez de la familia Clariidae en el orden de los Siluriformes.

## Morfología
• Los machos pueden llegar alcanzar los 6,5 cm de longitud total.

## Distribución geográfica
Se encuentra en la Malasia peninsular y Sumatra (Indonesia).